# Lindholmenamuletten
Lindholmenamuletten (DR 261) är en runristad amulett av ben från 500-talet e.Kr. funnen i Lindholmen i Skåne, ca två kilometer väster om Lindholmens borgruin och fornborgen Borren. Amuletten finns nu på Lunds universitets historiska museum (nr. 5084). 
Amuletten är ristad med den urnordiska 24-typiga futharken. Den är ristad på två av sina sidor och på den ena står ristarens namn. Den andra sidan har inte fått en tillfredsställande tolkning, antagligen för att inskriptionen antas ha en magisk innebörd.

## Inskrift
Inskriften har två sidor, A och B, samt olika läsningar, P och Q:
Translitterering av runraden:
§AP ek erilaz sa wilagaz hateka : 
§AQ ek erilaz sawilagaz hateka : 
§B aaaaaaaazzznnn-bmuttt : alu :
Normalisering till rundanska:
§AP Ek erilaz sa Wilagaz haite'ka 
§AQ Ek erilaz Sawilagaz haite'ka 
§B ... alu
Översättning till nusvenska:
Jag, erilen, heter Sawilagar. ... ... Öl.